# 香港專業教育學院（摩理臣山）
香港專業教育學院（摩理臣山）（英語：Hong Kong Institute of Vocational Education (Morrison Hill)，簡稱：IVE (MH)），是一間位於香港香港島灣仔摩理臣山愛群道6號的香港專業教育學院分校。

## 歷史
該校的前身是教育署於1969年成立的摩理臣山工業學院，是香港成立的第一所工業學院。1970年10月12日，摩理臣山工業學院開幕，由香港總督戴麟趾主持開幕禮。工業學院於1982年移交予新成立的職業訓練局，1999年該校與另外六所工業學院及兩所科技學院合併成為香港專業教育學院，並改為現稱。
學院位於摩理臣山，校舍分為兩座，低座為正門愛群道的校舍，高座則為職業訓練局總部大樓下（一至六樓）的校舍，從前是人稱「紅磚屋」的建築物，於1937年落成，曾是香港理工學院、鄧肇堅維多利亞官立中學及金文泰中學的所在地。紅磚屋原址在1987年拆卸，於1992年重建完成，成為現今的兩幢大樓。本校工場亦曾經用作香港工商師範學院的工科師範課程校址之一，直至併入香港教育學院後於1997年遷入大埔的教大現址為止。
學校啟用初期曾計劃開辦電子技術科目。但未有相關教師，因此決定擱置計劃。

## 設施
摩利臣山分校的圖書館設在新翼5樓及6樓（入口設於6樓），內裡設施包括電腦室、學生事務處以及英語自學中心，另外也是香港知專設計學院分校。

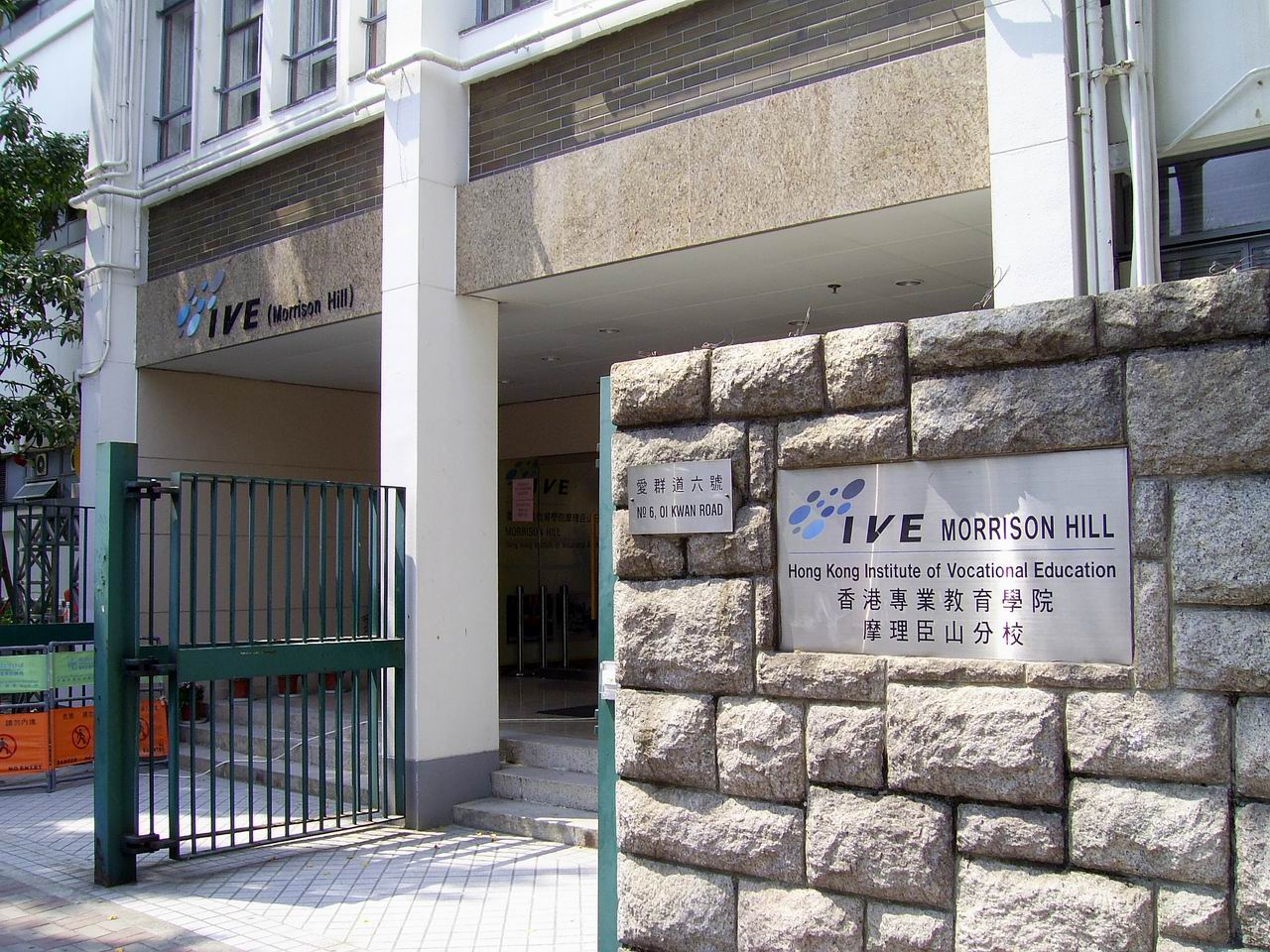
正門
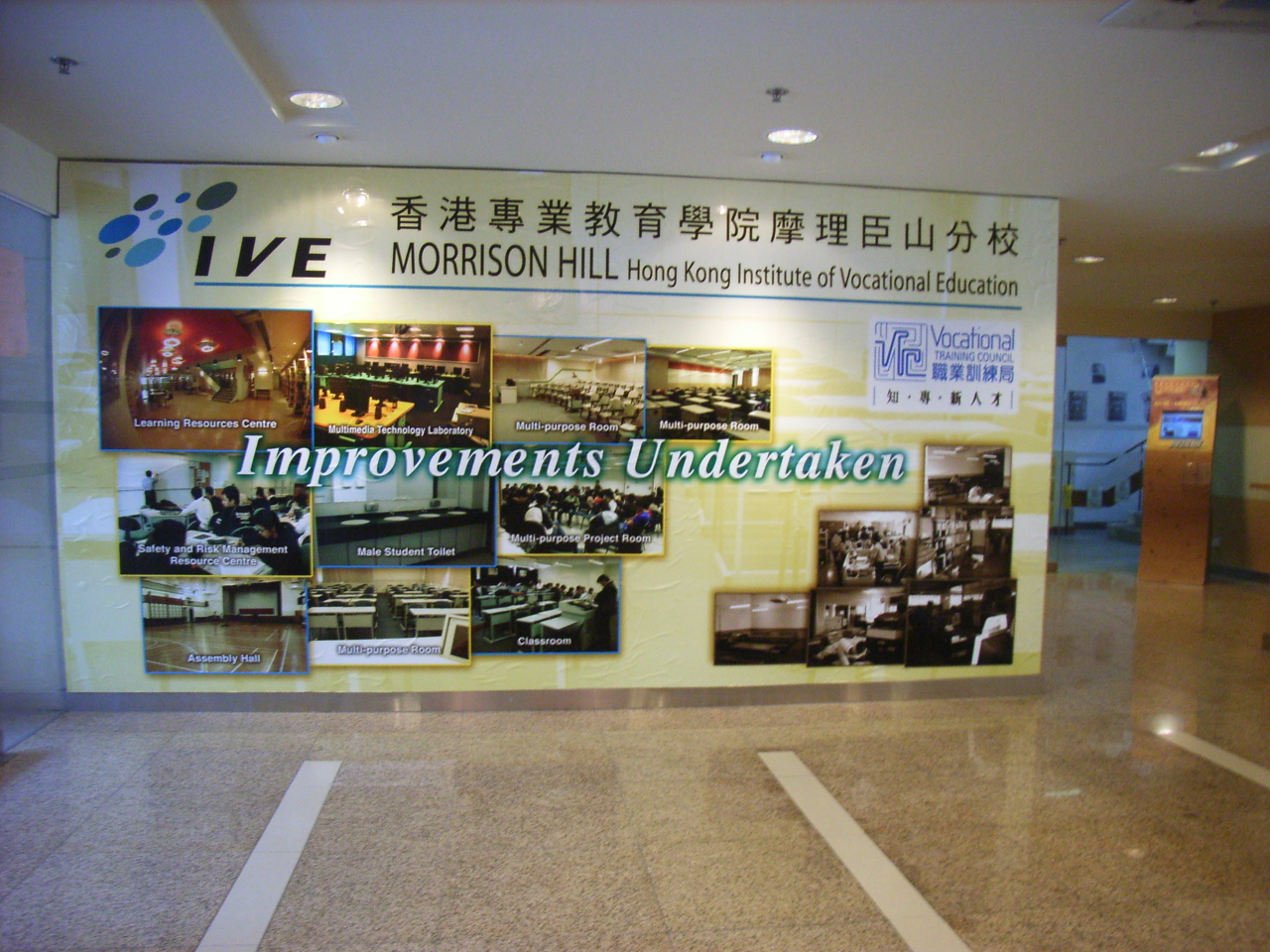
大堂

## 歷任院長
- 潘輝達（Michael J. Pomfret，1999年9月－2001年）
- 勞虔基（2001年－2002年1月）
- 梁美智（2002年1月－2006年2月）
- 梁任城（2006年2月－2007年12月）
- 鄧勝森（2008年1月－2009年8月）
- 郭啟興（2009年9月－2014年8月）
- 李志華（2014年9月－2018年8月）
- 劉志強（2018年9月－2020年8月）
- 梁興邦（2020年9月－2022年7月）
- 黎志輝（2022年7月－）

## 外部連結
- 摩理臣山分校官方網頁 （页面存档备份，存于）
- 摩理臣山分校位置圖 （页面存档备份，存于）
- 工程系網頁 （页面存档备份，存于）